# Philippe Bouchet (malacologiste)
Pour les articles homonymes, voir Philippe Bouchet et Bouchet.
Philippe Bouchet, né le 13 août 1953, est un zoologiste français et plus particulièrement un malacologiste, c'est-à-dire spécialisé dans l'étude des mollusques. 
Il est professeur au Muséum national d'histoire naturelle de Paris où il a été directeur de l'unité Taxonomie-collections. Il est membre de la Commission internationale de nomenclature zoologique (ICZN) depuis 1990 où il est l'un de la petite trentaine de commissaires (Commissioners), et chargé des mollusques.

## Travaux scientifiques
En 2005 il publie, aux côtés notamment de Jean-Pierre Rocroi (en), une nouvelle taxonomie des gastéropodes dans le journal Malacologia, qui devient la classification de référence sur la classe des Gastropoda. 
Il est également le gestionnaire de la base des mollusques sur le World Register of Marine Species. 
Il a décrit plus de 700 espèces de mollusques. 
Philippe Bouchet est l'un des deux organisateurs, avec Olivier Pascal, de grandes missions scientifiques d'exploration qui s'inscrivent dans le cadre du programme La Planète Revisitée, dans la continuité des opérations conduites par le Muséum national d'histoire naturelle à la recherche de la « biodiversité oubliée ». Ces expéditions, organisées par le muséum de Paris et Pro-Natura International (PNI) en partenariat avec l'Union internationale pour la conservation de la nature (UICN) ou encore avec l'Office français de la biodiversité (OFB), sont organisées depuis 2006 :
- Santo 2006, au Vanuatu[5]
- Mozambique 2009
- Madagascar 2010
- Papouasie-Nouvelle-Guinée 2012-2013
- Guyane 2014-2015
- Martinique septembre-octobre 2016
- Koumac (Nouvelle-Calédonie) 2018-2019
- Corse 2019-2021

## Publications grand public
- Philippe Bouchet, « L'insaisissable inventaire des espèces », La Recherche, no 333, juillet 2000, p. 40-45 ; texte revu et mis à jour dans Les Dossiers de La Recherche, no 28, août-octobre 2007, p. 48-55.
- Phillipe Bouchet, « Connaît-on toutes les espèces ? », Biofutur, no 328, janvier 2012, p. 43.

## Principales publications scientifiques
- (en) P Bouchet, JP Rocroi, J Frýda, B Hausdorf, W Ponder, Á Valdés, A Warén, Classification and nomenclator of gastropod families, ConchBooks, 2005.
- (en) Philippe Bouchet, « The magnitude of marine biodiversity », dans Duarte C.M., The exploration of marine biodiversity. Scientific and technological challenges, Fundación BBVA, 2006, p. 31-62.
- (en) C Lydeard, RH Cowie, WF Ponder, AE Bogan, P Bouchet, SA Clark et al., « The global decline of nonmarine mollusks », BioScience, vol. 54, no 4,‎ 2004, p. 321-330 (lire en ligne).
- (en) P Bouchet, P Lozouet, P Maestrati, V Heros, « Assessing the magnitude of species richness in tropical marine environments: exceptionally high numbers of molluscs at a New Caledonia site », Biological Journal of the Linnean Society, vol. 75, no 4,‎ 2002 (lire en ligne).